# Hortense Nguidjol
Hortense Nguidjol Essesse, née le 17 mai 1981, est une haltérophile camerounaise.

## Carrière
Elle est médaillée de bronze à l'arraché dans la catégorie des moins de 63 kg aux Jeux africains de 1999 à Johannesbourg puis médaillée d'argent au total dans cette catégorie aux Championnats d'Afrique d'haltérophilie 2000 à Yaoundé. Elle est médaillée de bronze à l'arraché-jeté dans la même catégorie aux Championnats d'Afrique d'haltérophilie 2008 à Strand. Aux Championnats d'Afrique d'haltérophilie 2009 à Kampala, elle est médaillée d'argent à l'arraché, à l'épaulé-jeté et au total dans la catégorie des moins de 63 kg.
Elle obtient l'or à l'épaulé-jeté et l'argent à l'arraché et au total en moins de 63 kg aux Championnats d'Afrique d'haltérophilie 2010 à Yaoundé, puis le bronze à l'épaulé-jeté en moins de 75 kg aux Championnats d'Afrique d'haltérophilie 2016 à Yaoundé.